# 马特尔托洛萨讷
马特尔托洛萨讷（法語：Martres-Tolosane，法語發音：[maʁtʁ tɔlozan]）是法国上加龙省的一个市镇，属于米雷区。

## 地理
马特尔托洛萨讷（43°11'55"N, 1°0'39"E）面积23.52 平方千米，位于法国奧克西塔尼大區上加龙省，该省份为法国西南部内陆省份，西南端与西班牙接壤，自此顺时针与上比利牛斯省、热尔省、塔恩-加龙省、塔恩省、奥德省和阿列日省接壤。
与马特尔托洛萨讷接壤的市镇（或旧市镇、城区）包括：泰尔巴斯、布桑斯、勒弗雷谢、马里尼亚克-拉斯佩尔、莫朗、蒙达沃藏、帕拉米尼、加龙河畔罗克福尔、萨纳。

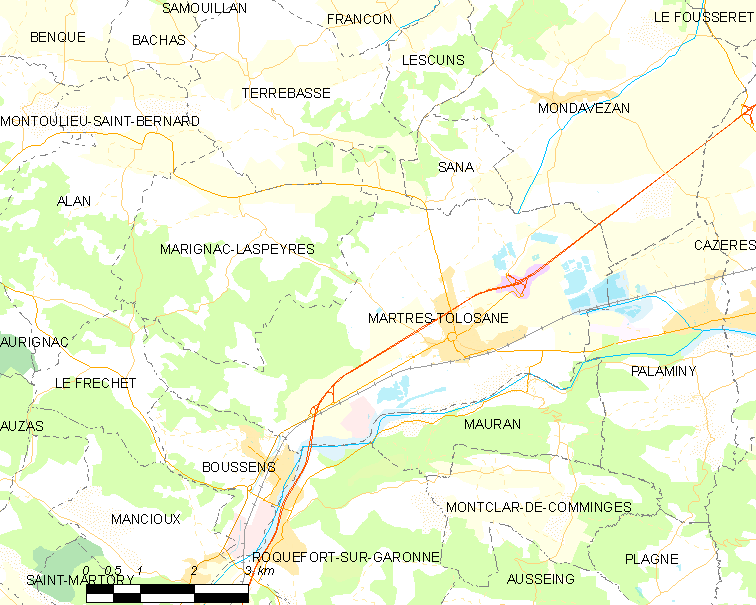
马特尔托洛萨讷的OSM定位图

马特尔托洛萨讷的时区为UTC+01:00、UTC+02:00（夏令时）。

## 行政
马特尔托洛萨讷的邮政编码为31220，INSEE市镇编码为31324。

## 政治
马特尔托洛萨讷所属的省级选区为卡泽尔县。

## 人口

1962-2008年间马特尔托洛萨讷人口变化图示

马特尔托洛萨讷于2022年1月1日时的人口数量为2388人。